# Panna
Panna là một thành phố và khu đô thị của quận Panna thuộc bang Madhya Pradesh, Ấn Độ.

## Địa lý
Panna có vị trí 24°43′B 80°12′Đ / 24,72°B 80,2°Đ Nó có độ cao trung bình là 433 mét (1420 feet).

## Nhân khẩu
Theo điều tra dân số năm 2001 của Ấn Độ, Panna có dân số 45.666 người. Phái nam chiếm 53% tổng số dân và phái nữ chiếm 47%. Panna có tỷ lệ 74% biết đọc biết viết, cao hơn tỷ lệ trung bình toàn quốc là 59,5%: tỷ lệ cho phái nam là 80%, và tỷ lệ cho phái nữ là 67%. Tại Panna, 14% dân số nhỏ hơn 6 tuổi.